# Humberto Casali Monreal
Humberto Casali Monreal (Santiago, 8 de julio de 1889 - 9 de enero de 1978) fue un médico cirujano y político chileno, miembro del Partido Socialista (PS).

## Biografía

### Primeros años y familia
Nació en Santiago, el 8 de julio de 1889; hijo del inmigrante italiano Hugo Casali Nardi y María Monreal Otey, de ascendencia francesa.
Se casó en primeras nupcias con Ofelia Rodríguez del Campo en Villa Alegre el 27 de febrero de 1916 ; matrimonio del cual nacieron 2 hijos (Hernan Casali Rodríguez y Manuel Humberto Hugo Casali Rodríguez) y una hija ( Ophelia Casali Rodríguez). En segundas nupcias y después de quedar viudo de Ophelia Rodríguez del Campo contrae matrimonio con Graciela Tillmanns. De este matrimonio  nació un hijo (Sergio Casali Tillmanns) y una hija (Doris Casali Tillmanns). Don Humberto Casali Monreal muere en Valparaiso el 9 de enero de 1978.  

### Estudios y vida laboral
Realizó sus estudios en Escuelas Cristianas, Liceo de Cauquenes, y medicina en la Universidad de Chile; se tituló de médico cirujano, y fue especialista en medicina interna; su tesis se llamó; Tratamiento de la dacrio-estenosis por la operación de Wets.
Se dedicó a ejercer su profesión en Valparaíso. Fue director, cirujano de la Cruz Roja; médico de bahía; de sanidad municipal, y del Servicio de Investigaciones.
Colaboró en diarios y revistas científicas y literarias; fue director del periódico La Verdad de San Felipe, desde 1920 hasta 1921.

## Trayectoria política
Fue militante del Partido Socialista de Chile (PS).
Fue elegido diputado por la Sexta Agrupación Departamental, correspondiente a los departamentos de Quillota y Valparaíso, por el período 1933 a 1937. Integró la Comisión Permanente de Asistencia Médico Social e Higiene. Durante su periodo legislativo autor de 17 proyectos de leyes, entre ellos el establecimiento de los derechos de vida, trabajo y reposo, y la reforma sanitaria con el establecimiento del Servicio Médico Legal (SML).
Fue nombrado médico honorario de la 1.ª Compañía de Bomberos de Valparaíso. Era además miembro de la Sociedad Médica y de la Asociación Médica Chilena. Fue autor del libro de poesías Almas unidas de 1906.